# Palestyna (Bilminy)
Palestyna – kolonia wsi Bilminy w Polsce, położona w województwie podlaskim, w powiecie sokólskim, w gminie Kuźnica.
W latach 1975–1998 kolonia administracyjnie należała do województwa białostockiego.
Wierni kościoła rzymskokatolickiego należą do parafii Świętej Trójcy i św. Dominika w Klimówce.
W drugiej połowie XIX stulecia w kolonii Palestyna, niedaleko podominikańskiej Klimówki i w pobliskiej pododelskiej Kolonii Izaaka - Izaakowie - קולוניה איזאקה – powstały osadnicze żydowskie rolnicze kolonie – archetypy izraelskich kibuców z XX wieku. Żydzi palestyńscy zajmowali się uprawą ziemi i ogrodnictwem. Przed II wojną światową wyznawcy judaizmu wyemigrowali za Ocean i do właściwej Palestyny. Ostatni Żyd opuścił  Palestynę k. Klimówki w 1937 roku.